# 家政婦クロミは腐った家族を許さない
『家政婦クロミは腐った家族を許さない』（かせいふクロミはくさったかぞくをゆるさない）は、きづきあきら・サトウナンキによる日本の漫画作品。『ストーリーな女たち ブラック』（ぶんか社）にて、Vol.69（2023年1月12日発売）より連載中。
2025年1月から3月まで、テレビ東京系にてテレビドラマが放送された。

## 書誌情報
電子書籍のみの発売。
- きづきあきら・サトウナンキ 『家政婦クロミは腐った家族を許さない』 ぶんか社〈ストーリーな女たち〉、既刊3巻（2024年10月4日現在）
  1. 2023年12月28日発売[3]
  2. 2024年4月25日発売[4]
  3. 2024年10月4日発売[5]

## テレビドラマ
2025年1月11日（10日深夜）から3月29日（28日深夜）までテレビ東京系「ドラマ24」枠で放送された。主演は関水渚。

### キャスト

#### 主要人物
黒見白華（くろみ きよか） / クロミ
演 - 関水渚
秘密を抱えた家政婦。冷徹な性格だが、改善の余地があれば説得も試みる等、穏健な一面を見せている。

#### 灰原家
灰原翠（はいばら みどり）
演 - 藤原紀香
美容機器メーカーを立ち上げた敏腕社長。仕事はできるが家事は苦手。
灰原蒼太（はいばら そうた）〈39〉
演 - 高橋光臣
翠の年下の夫。翠の会社の名ばかり役員。妻の連れ子である千翠を忌み嫌っている。
灰原千翠（はいばら ちあき）
演 - 阿久津仁愛（幼少期：小嶋一富観）
高校生の長男。翠と一馬の息子。両親の離婚前後から実母に溺愛される一方、実母の再婚後は義父の蒼太からの冷遇を受けており、ある意味ネグレクト状態で育った。
灰原緋莉（はいばら あかり）
演 - 大熊杏優
翠と蒼太の娘。千翠の異父妹。中学2年生。佐久間からのセクシャルハラスメントが原因で、不登校ならび引きこもりになっていた。

#### ゲスト

##### episode.1
須藤真希子
演 - しゅはまはるみ
翠の親友でビジネスパートナー。翠に嫉妬心を抱いていた。
- ふじわらみほ[9]、篠塚勝[10]、大須賀裕子[10]、川瀬莉子、井上夏葉[10]、市原茉莉[11]

##### episode.2
佐久間修一
演 - 関哲汰（ONE N' ONLY）（episode.1）
緋莉の担任教師。緋莉にセクシャルハラスメントを受けさせていた。
警官
演 - 倉冨なおと、石川大樹
通報を受けてラブホテルで佐久間を連行する。

##### episode.3
田中芽久
演 - 久保乃々花（episode.2、episode.4）
蒼太の不倫相手。大学生。地方出身で一人暮らし。大学で裕福な友人と付き合うため、複数の男性とパパ活している。
吉村悠人〈19〉
演 - 井上想良（episode.4）
芽久の本命の彼氏。裕福な家に育った大学生。
佐藤正雄
演 - 田村智浩
芽久のパパ活相手。
大学生
演 - 菊池ハル（役名：孝志）、蓼沼優衣、呼春
芽久の大学の友人。皆、実家暮らしで経済的に余裕がある。

##### episode.4
永田
演 - 辻皓平（ニッポンの社長）
週刊誌の記者。
アナウンサー
演 - 中原みなみ（テレビ東京アナウンサー）
田中芽久が刺されて死亡したニュースをテレビで報じる。
緑川一馬
演 - 丸山智己（episode.6 - episode.8・episode.11・episode.12）
千翠の実父で翠の前夫。成功を納めて金持ちになった元妻・翠に逆恨みしており、彼女の家庭を壊すと同時に大金を得るため、千翠を操って悪巧みを企てている。

##### episode.5
藍川護
演 - 吉澤要人（原因は自分にある。、episode.6）
千翠のクラスメイト。千翠を親友として慕っていたが、「お金はないが仲のいい家庭に育っている」と語ったことをきっかけに、千翠の策略によって彼自身の迷惑動画が拡散され、退学を迫られる。母が謝罪したことでなんとか退学は免れるが、その後学校でのいじめや自宅への嫌がらせに遭う。
藍川桐枝
演 - 福田温子（episode.6）
護の母。私立高校に通う息子のためにパートを掛け持ちしていた。
池松、三船、名倉
演 - 渡辺優哉（episode.6・episode.9）、八神慶仁郎（episode.6・episode.9）、友永杏慈（episode.6・episode.9）
千翠のクラスメイト。千翠とは表面上仲の良い友人として交流していた。
校長、教師
演 - 加藤大騎、内藤聖羽
千翠の高校の校長と教師。迷惑動画が拡散されたことで護に退学を迫る。
主婦
声 - 早稲田裕美子
藍川家が住むアパートの近隣住民。「マスコミが押し掛けて迷惑している」と桐枝に文句を言う。
動画配信者
演 - 神﨑皓、川島奏人
藍川家の自宅に押し掛け動画を撮影する配信者。

##### episode.6
藍川健吾
演 - テイ龍進
護の父。典型的なアル中の暴力亭主。

##### episode.7
菜々
演 - 赤間麻里子
スナックのオーナーママ。3年前、クロミと同じ家庭で家政婦をしていた。客として来た一馬にクロミのことを話す。
昔の灰原翠
演 - うらじぬの
一馬と結婚していた頃の整形前の翠。

##### episode.8
本家・黒見白華
演 - 大西礼芳（episode.9・episode.12）
水川衣織が引き取られた家の家政婦。孤児院育ち。衣織に乞われて家事を教える。
水川衣織
演 - 岡本望来（episode.9・episode.12）
少女時代のクロミ。身寄りがおらず施設で育つが、裕福な家庭に引き取られる。養父母から相手にされなくなると、黒見白華に懐いて家事を教えてもらうようになる。
養母、養父
演 - 千賀由紀子（episode.9）、津村知与支（episode.9）
水川衣織を施設から引き取った裕福な家庭の夫婦。当初は優しくしていたが、次第に衣織に興味を示さなくなる。
笹木
演 - 水野智則
一馬の借金の取り立て屋。

##### episode.12
看護師
演 - 梶川愛美
クロミが入院する病院の看護師。
刑事、警官
演 - ねりお弘晃（episode.1）、足立学（episode.1）、西川湧太（episode.1）
灰原家の捜査をする警察官。

### スタッフ
- 原作 - きづきあきら+サトウナンキ『家政婦クロミは腐った家族を許さない』（ぶんか社刊）[2]
- 脚本 - 本山久美子、大谷洋介
- 主題歌 - 清水美依紗「Finale」（ユニバーサル ミュージック）[8]
- エンディングテーマ - mzsrz「偽証のガベル」（avex trax）[8]
- 音楽協力 - テレビ東京ミュージック
- 選曲 - 谷口広紀
- チーフプロデューサー - 祖父江里奈（テレビ東京）[2]
- プロデューサー - 吉川肇（テレビ東京）[2]
- プロデューサー・監督 - 佐々木梢（テレパック）[2]
- 監督 - 湯浅弘章、松浦健志、細川光信[2]
- 制作 - テレビ東京、テレパック[2]
- 製作著作 - 「家政婦クロミは腐った家族を許さない」製作委員会[2]

### 放送日程
| 各話       | 放送日  | サブタイトル                                | 脚本       | 監督     |
| ---------- | ------- | ------------------------------------------- | ---------- | -------- |
| episode.1  | 1月11日 | 理想の家族のため…醜い害虫は駆除!!           | 本山久美子 | 湯浅弘章 |
| episode.2  | 1月18日 | 腐り教師は地獄の底へ…                       | 大谷洋介   | 湯浅弘章 |
| episode.3  | 1月25日 | 腐ったパパ活女に裁きを…                     | 本山久美子 | 松浦健志 |
| episode.4  | 2月01日 | 不倫、修羅場、脅迫…全て私にお任せ下さい。   | 大谷洋介   | 松浦健志 |
| episode.5  | 2月08日 | 少年たちの暴虐と残酷な決断                  | 大谷洋介   | 佐々木梢 |
| episode.6  | 2月15日 | 腐った毒親の来訪                            | 本山久美子 | 松浦健志 |
| episode.7  | 2月22日 | モラハラ元夫の逆襲と美人妻の秘密            | 大谷洋介   | 細川光信 |
| episode.8  | 3月01日 | きれいは汚い、汚いはきれい                  | 本山久美子 | 佐々木梢 |
| episode.9  | 3月08日 | 性的暴行、隠蔽、謀反…この家族は腐っている。 | 大谷洋介   | 佐々木梢 |
| episode.10 | 3月15日 | 血祭りの最終章開幕                          | 本山久美子 | 湯浅弘章 |
| episode.11 | 3月22日 | 理想の家族は地獄絵図へ                      | 大谷洋介   | 湯浅弘章 |
| episode.12 | 3月29日 | 狂い咲く理想の家族                          | 本山久美子 | 湯浅弘章 |

- 第10話は前日放送の『WBS』拡大放送（23:00 - 翌0:08）のため、10分繰り下げられ、0時22分 - 0時52分に放送された。

### 放送局
| 放送期間                | 放送時間                     | 放送局             | 対象地域       | 備考   |
| ----------------------- | ---------------------------- | ------------------ | -------------- | ------ |
| 2025年1月11日 - 3月29日 | 土曜 0:12 - 0:42（金曜深夜） | テレビ東京         | 関東広域圏     | 製作局 |
|                         |                              | テレビ大阪         | 大阪府         |        |
|                         |                              | テレビ愛知         | 愛知県         |        |
|                         |                              | テレビせとうち     | 岡山県・香川県 |        |
|                         |                              | テレビ北海道       | 北海道         |        |
|                         |                              | TVQ九州放送        | 福岡県         |        |
| 2025年1月14日 - 4月1日  | 火曜 0:30 - 0:59（月曜深夜） | BSテレ東           | 全国           |        |
| 2025年4月15日 -         | 火曜 0:59 - 1:29（月曜深夜） | くまもと県民テレビ | 熊本県         |        |

| テレビ東京系 ドラマ24                                                                                 | テレビ東京系 ドラマ24                                          | テレビ東京系 ドラマ24                                                      |
| 前番組                                                                                                | 番組名                                                         | 次番組                                                                     |
| --- | -------------------------------------------------------------- | -------------------------------------------------------------------------- |
| テレビ東京開局60周年連続ドラマ 孤独のグルメ特別編 それぞれの孤独のグルメ （2024年10月5日 - 12月21日） | 家政婦クロミは腐った家族を許さない （2025年1月11日 - 3月29日） | ディアマイベイビー 〜私があなたを支配するまで〜 （2025年4月5日 - 6月21日） |